# Sign Your Name
Singles de Terence Trent D'Arby
Dance, Little Sister
(1987) Rain
(1988)
Pistes de Introducing the Hardline According to Terence Trent D'Arby
Rain As Yet Untitled
Sign Your Name est une chanson écrite et interprétée par Terence Trent D'Arby (maintenant connu sous le nom Sananda Maitreya), sorti en tant que single en décembre 1987.
La chanson est extraite de l'album Introducing the Hardline According to Terence Trent D'Arby sorti en 1987 et a été un succès international, atteignant la 2e place au Royaume-Uni dans les UK Singles Chart début 1988 et la 4e place aux États-Unis dans le Billboard Hot 100. En France, la chanson s'est classée en 14e position. La chanson a été remixée par Lee Scratch Perry pour la sortie européenne du single. Le clip vidéo a été réalisé par Vaughan Arnell. La première du clip s'est déroulée en janvier 1988.

## Utilisation dans les médias
Sign Your Name a été utilisée dans la bande originale de plusieurs films: In the Air et En cloque, mode d'emploi.
A la télévision, la chanson apparaît dans un épisode de Children's Ward ainsi que dans l'épisode 7 de la saison 15 de Derrick.

## Liste des pistes
7" single
1. Sign Your Name – 4:45
2. Greasy Chicken – 4:40

## Classements
| Classement (1988)                                  | Meilleure position |
| -------------------------------------------------- | ------------------ |
| Australie (ARIA)                                   | 3                  |
| Autriche (Ö3 Austria Top 40)                       | 7                  |
| Canada (RPM Top Singles)                           | 5                  |
| Pays-Bas Mega Top 100                              | 2                  |
| France                                             | 14                 |
| Irlande                                            | 1                  |
| Nouvelle-Zélande (RIANZ)                           | 13                 |
| Espagne (AFYVE)                                    | 4                  |
| Suède                                              | 4                  |
| Suisse                                             | 8                  |
| Royaume-Uni (UK Singles Chart)                     | 2                  |
| États-Unis Billboard Hot 100                       | 4                  |
| États-Unis Billboard Hot Adult Contemporary Tracks | 13                 |
| États-Unis Billboard Hot Dance Club Play           | 23                 |
| États-Unis Billboard Hot Black Singles             | 2                  |
| États-Unis Cash Box Top 100                        | 3                  |

| Classement (1988)            | Position |
| ---------------------------- | -------- |
| Australie                    | 27       |
| Belgique (Flandre)           | 18       |
| Canada                       | 69       |
| Pays-Bas Top 40              | 18       |
| Royaume-Uni                  | 32       |
| États-Unis Billboard Hot 100 | 58       |
| États-Unis Cash Box Top 100  | 41       |

## Version par Sheryl Crow
Singles de Sheryl Crow
Summer Day
(2010) Easy
(2013)
Pistes de 100 Miles from Memphis
Eye to Eye Summer Day
Sheryl Crow a sorti une version de la chanson en tant que deuxième single de son huitième album studio 100 Miles from Memphis en 2010. Justin Timberlake fait également partie des interprètes de la chanson. Le clip vidéo a été réalisé Wayne Isham et est sorti le 16 septembre 2010 sur son compte VEVO.

### Classements
| Classement (2010)                              | Meilleure position |
| ---------------------------------------------- | ------------------ |
| États-Unis Adult Album Alternative (Billboard) | 18                 |

## Source
- (en) Cet article est partiellement ou en totalité issu de l’article de Wikipédia en anglais intitulé « Sign Your Name » (voir la liste des auteurs).